# Liste der Kulturdenkmale in Münster (Stuttgart)

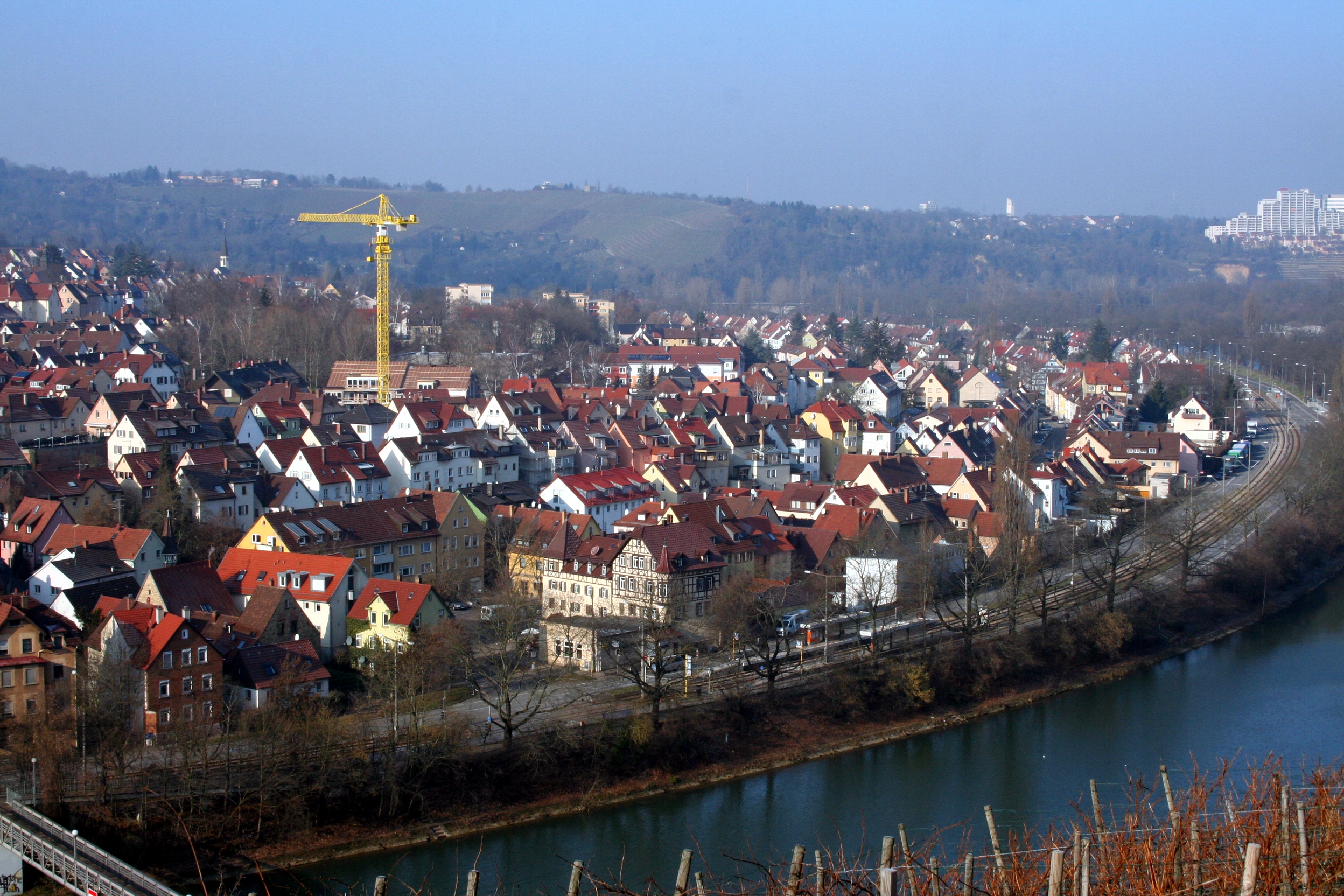
Blick auf Stuttgart-Münster

In der Liste der Kulturdenkmale in Münster (am Neckar) sind alle unbeweglichen Bau- und Kunstdenkmale in Münster aufgelistet, die in der Liste der Kulturdenkmale. Unbewegliche Bau- und Kunstdenkmale der Unteren Denkmalschutzbehörde für diesen Stadtbezirk Stuttgarts verzeichnet sind. Stand dieser Liste ist der 25. April 2008.
Diese Liste ist nicht rechtsverbindlich. Eine rechtsverbindliche Auskunft ist lediglich auf Anfrage bei der Unteren Denkmalschutzbehörde der Stadt Stuttgart erhältlich.

## Allgemein
- Bild: Zeigt ein ausgewähltes Bild aus Commons, „Weitere Bilder“ verweist auf die Bilder im Medienarchiv Wikimedia Commons.
- Bezeichnung: Nennt den Namen, die Bezeichnung oder die Art des Kulturdenkmals.
- Lage: Straßenname und Hausnummer oder Flurstücknummer des Kulturdenkmals, gegebenenfalls auch den Ortsteil. Die Grundsortierung der Liste erfolgt nach dieser Adresse. Der Link (Karte) führt zu verschiedenen Kartendiensten mit der Position des Kulturdenkmals. Fehlt dieser Link, wurden die Koordinaten noch nicht eingetragen. Sind diese bekannt, können sie über ein Tool mit einer Kartenansicht einfach nachgetragen werden. In dieser Kartenansicht sind Kulturdenkmale ohne Koordinaten mit einem roten bzw. orangen Marker dargestellt und können durch Verschieben auf die richtige Position in der Karte mit Koordinaten versehen werden. Kulturdenkmale ohne Bild sind an einem blauen bzw. roten Marker erkennbar.
- Datierung: Baubeginn, Fertigstellung, Datum der Erstnennung oder grobe zeitliche Einordnung entsprechend des Eintrags in der zuständigen Denkmaldatenbank (Landesamt für Denkmalpflege Baden-Württemberg).
- Beschreibung: Kurzcharakteristik des Kulturdenkmals.

## Kulturdenkmale im Stadtbezirk Münster
| Bild           | Bezeichnung                                                                                               | Lage                      | Datierung                        | Beschreibung | ID                       |
| -------------- | --- | ------------------------- | -------------------------------- | --- | ------------------------ |
|                | Scheune                                                                                                   | Argengasse 8 (Karte)      | 1500–1700                        | Geschützt nach § 2 DSchG |                          |
|                | Ehemaliges Doppelwohnstallhaus                                                                            | Austraße 20, 22 (Karte)   | 1675–1725                        | Geschützt nach § 2 DSchG |                          |
|                | Ehemalige Scheune des Küfers der Lorcher Klosterpflege                                                    | Austraße 5 (Karte)        | 1633                             | Geschützt nach § 2 DSchG |                          |
|                | Neuapostolische Kirche                                                                                    | Austraße 81 (Karte)       | 1931                             | Geschützt nach § 2 DSchG |                          |
|                | Gefallenendenkmal für die Gefallenen des Ersten Weltkrieges                                               | Burgholzstraße (Karte)    | 1923                             | Gefallenendenkmal für die Gefallenen des Ersten Weltkrieges des Stuttgarter Stadtteils Münster. Der Architekt Felix Schuster begann mit der Planung des Denkmals im Jahr 1920, das vom Bad Cannstatter Bildhauer Albert Gräber ausgeführt und am 1. Juli 1923 auf dem Friedhof Münster eingeweiht wurde. Der Sandsteinbau besteht aus vier Ecksäulen, einer Ehrentafel mit Inschrift und des Relief eines Pelikans sowie drei Namenstafeln. Eine Besonderheit ist die pazifistische Inschrift "Nie wieder Krieg". Wikidata Geschützt nach § 2 DSchG |                          |
| Weitere Bilder | Katholische Kirche St. Ottilia                                                                            | Elbestraße 37 (Karte)     |                                  | Geschützt nach § 12 DSchG | Wikidata-Objekt anzeigen |
| Weitere Bilder | Katholische Kirche und Pfarrhaus St. Ottilia                                                              | Elbestraße 37, 39 (Karte) | 1913–1918                        | Sachgesamtheit aus katholischer Kirche und dem dazugehörigen Pfarrhaus. Geschützt nach § 12 DSchG | Wikidata-Objekt anzeigen |
|                | Pfarrhaus                                                                                                 | Elbestraße 39 (Karte)     |                                  | Geschützt nach § 2 DSchG |                          |
|                | Ehemaliges Atelier- und Wohnhaus Stark                                                                    | Enzstraße 13 (Karte)      | 1909                             | Geschützt nach § 2 DSchG |                          |
|                | Wohnhaus                                                                                                  | Enzstraße 40 (Karte)      | 1923                             | Geschützt nach § 2 DSchG |                          |
|                | Ehemalige Schleifhalle des Travertinwerks Lauster                                                         | Enzstraße 40 A (Karte)    | 1923                             | Geschützt nach § 2 DSchG |                          |
|                | Verwaltungsgebäude (und ?)                                                                                | Enzstraße 46 (Karte)      | 1929–1938                        | Geschützt nach § 2 DSchG |                          |
|                | Personen- und Güterbahnhof                                                                                | Nagoldstraße 81 (Karte)   |                                  | Geschützt nach § 2 DSchG |                          |
|                | Ursprünglich Meierei des Kloster Lorch'schen Pfleghofs, dann Schul- und Rathaus, heute Bezirksamt Münster | Schussengasse 10 (Karte)  | 1500–1600, 1819, 1879–1880, 1919 | Geschützt nach § 2 DSchG |                          |
|                | Altes Schulhaus                                                                                           | Schussengasse 14 (Karte)  | 1748, 1982                       | Geschützt nach § 2 DSchG |                          |
|                | Evangelisches Pfarrhaus                                                                                   | Schussengasse 17 (Karte)  | 1763                             | Geschützt nach § 2 DSchG |                          |